# Carlota Joana de Waldeck-Wildungen
Carlota Joana de Waldeck-Wildungen (em alemão:  Charlotte Johanna; Arolsen, 13 de dezembro de 1664 — Hildburghausen, 1 de fevereiro de 1699) foi uma filha do conde Josias II de Waldeck-Wildungen e da sua esposa, Guilhermina Cristina, filha do conde Guilherme de Nassau-Hilchenbach.

## Casamento e descendência
A 2 de dezembro de 1690, em Maastricht, Carlota Joana casou-se com o duque João Ernesto IV de Saxe-Coburgo-Saalfeld. Juntos tiveram oito filhos:
1. Guilherme Frederico de Saxe-Coburgo-Saalfeld (16 de agosto de 1691 – 28 de julho de 1720), morreu aos vinte-e-oito anos de idade solteiro e sem descendência;
2. Carlos Ernesto de Saxe-Coburgo-Saalfeld (12 de setembro de 1692 – 30 de dezembro de 1720), morreu aos vinte-e-oito anos de idade, solteiro e sem descendência;
3. Sofia Guilhermina de Saxe-Coburgo-Saalfeld (9 de agosto de 1693 – 4 de dezembro de 1727), casada com o príncipe Frederico António de Schwarzburg-Rudolstadt; com descendência;
4. Henriqueta Albertina de Saxe-Coburgo-Saalfeld (8 de julho de 1694 – 1 de abril de 1695), morreu aos oito meses de idade;
5. Luísa Emília de Saxe-Coburgo-Saalfeld (24 de agosto de 1695 – 21 de agosto de 1713), morreu aos dezassete anos de idade, solteira e sem descendência;
6. Carlota de Saxe-Coburgo-Saalfeld (30 de outubro de 1696 – 2 de novembro de 1696), morreu com três dias de idade;
7. Francisco Josias de Saxe-Coburgo-Saalfeld (25 de setembro de 1697 – 16 de setembro de 1764), casado com a princesa Ana Sofia de Schwarzburg-Rudolstadt; com descendência;
8. Henriqueta Albertina de Saxe-Coburgo-Saalfeld (20 de novembro de 1698 – 5 de fevereiro de 1728), morreu aos vinte-e-nove anos de idade, solteira e sem descendência.

Através de Francisco Josias, Carlota Joana era antepassada do rei Leopoldo I da Bélgica e da rainha Vitória do Reino Unido.

## Genealogia
| Carlota Joana de Waldeck-Wildungen | Pai: Josias II de Waldeck-Wildungen        | Avô paterno: Filipe VII de Waldeck             | Bisavô paterno: Cristiano de Waldeck         |
| Carlota Joana de Waldeck-Wildungen | Pai: Josias II de Waldeck-Wildungen        | Avô paterno: Filipe VII de Waldeck             | Bisavó paterna: Isabel de Nassau-Siegen      |
| Carlota Joana de Waldeck-Wildungen | Pai: Josias II de Waldeck-Wildungen        | Avó paterna: Ana Catarina de Sayn-Wittgenstein | Bisavô paterno: Luís II de Sayn-Wittgenstein |
| Carlota Joana de Waldeck-Wildungen | Pai: Josias II de Waldeck-Wildungen        | Avó paterna: Ana Catarina de Sayn-Wittgenstein | Bisavó paterna: Juliana de Solms-Braunfels   |
| Carlota Joana de Waldeck-Wildungen | Mãe: Guilhermina Cristina de Nassau-Siegen | Avô materno: Guilherme de Nassau-Hilchenbach   | Bisavô materno: João VII de Nassau           |
| Carlota Joana de Waldeck-Wildungen | Mãe: Guilhermina Cristina de Nassau-Siegen | Avô materno: Guilherme de Nassau-Hilchenbach   | Bisavó materna: Madalena de Waldeck          |
| Carlota Joana de Waldeck-Wildungen | Mãe: Guilhermina Cristina de Nassau-Siegen | Avó materna: Cristina de Erbach                | Bisavô materno: Jorge III de Erbach          |
| Carlota Joana de Waldeck-Wildungen | Mãe: Guilhermina Cristina de Nassau-Siegen | Avó materna: Cristina de Erbach                | Bisavó materna: Maria de Barby               |